# 국동항
국동항(菊洞港, Gukdong Fishing Port)은 전라남도 여수시 국동에 있는 어항이다. 1979년 1월 20일 국가어항으로 지정되었으며, 관리청은 해양수산부 서해어업관리단, 시설관리자는 여수시장이다.

## 입지 여건
해산물의 집산지이며 지역발전의 핵심적인 역할을 하는 국동항의 다기능어항 개발 완료시 수산업과 연계한 관광개발을 통하여 어민소득증대 향상에 기여할 것이다.

## 연혁
- 구봉산 아래 마을은 포(浦)로서 지형이 국화(菊花)모양으로 생겼다 하여 '국포(菊浦)'라 부르다가 지금의 국동이 되었다 한다. 순천도호부(順天都護府) 기간 즉 조선 태종 이후, 대한제국 이전까지는 며포(㫆浦)라고도 불렸다.
- 1979년 국가어항으로 지정되어 1988년 기본조사를 실시하면서 시설에 대한 계획을 수립했으며 1992년 기본시설을 완공한 후 1996년 정비계획을 수립했다.[2]
- 2003년 다기능어항 선정 타당성 조사용역을 착수하여, 2005년 다기능어항 기본설계를 하였으며, 2006년부터 2007년까지 다기능어항 실시설계를 하였다.

## 어항구역
국동항의 어항구역은 다음과 같다.
- 수역: 북위 34°43'38", 동경 127°44'06"의 지점에서 정남으로 397m 지점(해상)에서 서쪽 가장도 북단 지점을 향하는 선을 따라 1,632m 지점(해상)에서 북서쪽 야도 최북단을 연결한 지점과 이점에서 신월동 서쪽 돌출부 선착장 기점에서 남쪽으로 300m 지점(해상)을 연결한 선내에 형성된 공유수면[3]
- 육역: 전라남도 여수시 봉산동 100-13 외 83필지(상세내역은 생략)[4]

## 주요 어종
- 갈치, 조기, 삼치, 장어 등

## 개발계획
- 2022년 2월말 현재 주춤거리는 경도(鏡島)개발: 국동~경도 연륙교(連陸橋) 등[5]

- 2007년 9월 12일 고시[6] 된 어항(국동항 다기능어항) 개발계획이 2011년 4월 13일 변경 고시[7] 되었다. 변경된 내용은 다음과 같다.
  - 정부투자
    - 신월동지선: 물양장 81m, 돌제 115m, 호안 25m, 친수호안 60m
    - 수변친수시설, 낚시어선 부잔교, 낙시잔교(부유식), 관공선부잔교, 조경공, 등대공, 급배수 및 해수취수공, 전기공, 철거공, 도로 및 포장공, 부대공 각 1식

  - 민간투자
    - 수산물 종합판매장, 낚시어선 터미널, 마리나(장래계획) 각 1식

## 특색
- 국동항은 선박의 접안과 어획물의 위판 등 단순 기능에서 탈피하여 해양관광과 수산물 가공 및 유통 등 수산의 관광자원화를 꾀하는 다기능 어항으로 조성되었다.[8]

## 주변 관광
- 오동도: 천혜의 미항으로 여수시 수정동에 위치하고 있는 오동도는 토끼 모양의 작은 섬이었으나, 현재 긴 방파제로 육지와 연결되어 있으며 동백나무는 전국 최고의 군락지이다.
- 경호동(鏡湖洞): 월호동의 남쪽 절반인 도서(島嶼)부분으로서, 본래 돌산군 경호면의 지역으로 먼 옛날엔 섬 전체가 고래와 같은 형세를 닮았다하여 고래경(鯨)자와 섬도(島)자를 사용하다가 고려말 왕의 후궁이 서울에서 귀양와서 서울경(京)자로 다시 바꾸어 사용했다.

  - 1914년에는 일제의 행정개편으로 대경도(大鯨島), 소경도(小鯨島), 가장도(加長島), 야도(冶島)를 병합하여 경호리(鏡湖里)라 해서 여수(여천)군 두남(돌산)면에 편입 되었다.

  - 1973년 7월 1일 행정구역 개편에 따라 여수시에 편입하여 현재는 소경(小鏡), 외동(外洞),내동(內洞),오복(五福)으로 3개의 유인도와 11개의 무인도로 이루어져 있다.
- 돌산대교: 주변에는 다도해와 여수항을 바라볼 수 있는 돌산 공원과 모형 거북선이 있으며, 한려 해상 국립공원과 다도해 해상 국립공원 일대를 운행하는 유람선이 있다.
- 한산사: 구봉산 중턱에 자리한 사찰로써 현재 대웅전, 칠성각, 용광각 등의 전각이 있으며 해질녘 한산사에서 흘러나오는 은은한 종소리는 여수 8경 가운데 하나이다.